# Staatlicher Nachrichtendienst
Koordinaten: 49° 35′ 33,2″ N, 6° 7′ 1,9″ O
Der Staatliche Nachrichtendienst (französisch Service de Renseignement de l’État (abgekürzt SRE), oft auch Service de Renseignement de l’État du Luxembourg (SREL)) ist der Nachrichtendienst des Großherzogtums Luxemburgs. Im Volksmund wird er auf Luxemburgisch oft auch als „Spëtzeldéngscht“, auf Deutsch „Spitzeldienst“, bezeichnet.
Er soll Informationen sammeln und auswerten, um einer Bedrohung des luxemburgischen Territoriums, seiner Verbündeten oder internationaler Einrichtungen, die ihren Sitz in Luxemburg haben, vorzubeugen. Dazu gehört die Gefährdung kritischer Infrastruktur, insbesondere der Energie- und Wasserversorgung, des Straßenverkehrs und der Informationstechnik.
Der Dienst wurde im Jahr 2004 unter dem Druck des „Krieges gegen den Terror“, resultierend aus den Terroranschlägen am 11. September 2001 umstrukturiert. Speziell erwähnt werden im Gesetz zum Aufbau eines Nachrichtendienstes (Loi du 15 juin 2004 portant organisation du Service de Renseignement de l’Etat) folgende Bedrohungen:
- Vorbereitung und Durchführung terroristischer Anschläge
- Spionage
- Einmischungen fremder Staaten in nationale Angelegenheiten
- Verbreitung von Massenvernichtungswaffen
- Organisierte Kriminalität, sofern sie im Zusammenhang mit den oben genannten Bedrohungen steht
- Sicherheitsüberprüfungen von Personen die beruflich mit geheimen Informationen in Berührung kommen (Regierung, Öffentliche Verwaltung)
- weltweite Überwachung und Entschlüsselung von elektronischer Kommunikation.

Der Dienst, der auch dem Direktor des SRE untersteht, entscheidet über die Geheimhaltungsstufen von Dokumenten und kontrolliert deren Einhaltung.
Der Dienst, der über keinerlei polizeiliche Befugnisse verfügt, sondern nur präventiv agieren kann, untersteht dem Premierminister und unterliegt der Kontrolle durch eine parlamentarische Kontrollkommission.
Die leitende Direktorin ist seit dem 1. Januar 2016 Doris Woltz. Ihr Vorgänger war von 2010 bis 2015 Patrick Heck.
Im Rahmen der juristischen Aufarbeitung einer Reihe von unaufgeklärten Bombenanschlägen Mitte der 1980er Jahre, üblicherweise als Bombenlegeraffäre bezeichnet, wurden über Jahre andauernde zweifelhafte Praktiken des luxemburgischen Geheimdienstes bekannt. Im Juli 2013 wurde der Abschlussbericht eines sechs Monate zuvor eingerichteten Untersuchungsausschusses veröffentlicht: Der Bericht schrieb Regierungschef Jean-Claude Juncker die politische Verantwortung für die unkontrollierten Aktivitäten des SREL zu. Juncker selbst war, wie sich herausgestellt hatte, 2007 Opfer dieser Praktiken gewesen, da der damalige Geheimdienstchef Marco Mille heimlich ein Gespräch zwischen ihm und Juncker aufgezeichnet hatte. Am 10. Juli 2013 kündigte Juncker im Zuge der Affäre Neuwahlen an.